# Godfryd Jan Uhlik
Godfryd Jan Uhlik herbu własnego (zm. w/po 1700 roku) – wojski wołkowyski w 1678 roku, miecznik żmudzki w latach 1673–1677.
W 1674 roku był elektorem Jana III Sobieskiego z Księstwa Żmudzkiego.